# Міжнародні стандарти фінансової звітності
Міжнаро́дні станда́рти фіна́нсової зві́тності (МСФЗ; англ. IFRS — International Financial Reporting Standards) — стандарти, що затверджуються Радою з міжнародних стандартів бухгалтерського обліку ( англ. International Accounting Standard Board, скорочено IASB), розташована в Лондоні.
Цю систему стандартизації відносять до англо-саксонської традиції фінансового обліку.
МСФЗ характеризуються як стандарти, що ґрунтуються на принципах (principles based standards), на відміну, наприклад, від прийнятої у США системи ГААП, яка визначається як стандарти, що ґрунтуються на правилах (rules based standards). Це означає, що стандартизація МСФЗ не ставить на меті деталізувати всі процедури та механізми фінансового обліку, в багатьох випадках віддаючи перевагу довірі до професійної самостійності бухгалтерів, які при вирішенні багатьох питань мають покладатися на службове сумління та особисті професійні судження.

## Історія розвитку системи МСФЗ
29 червня 1973 р. утворено Комітет з міжнародних стандартів бухгалтерського обліку (International Accounting Standard Committee — IASC). — угода підписана професійними організаціями Австралії, Великої Британії, Ірландії, Канади, Нідерландів, Німеччини, Мексики, США, Франції та Японії.
Зазвичай, умовно виокремлюють такі етапи розвитку системи міжнародної стандартизації фінансового обліку:
1973—1979 — випуск загальних стандартів,
1980—1989 — розробка деталізованих стандартів,
1990—1995 — зменшення гнучкості стандартів,
1995—1999 — підготовка базових стандартів згідно з угодою з Міжнародною організацією комісій з цінних паперів (IOSCO)
З 2000 р. — конвергенція з американською системою стандартизацію бухобліку US-GAAP та курс на загальне запровадження глобальних стандартів

### Історія бухгалтерського регулювання ЄС
Від початку розвиток МСФЗ відбувався в тісній взаємодії з європейською інтеграцією.
25 липня 1978 р. — Четверта директива 78/660/ЄЕС — Річна звітність компаній,
9 жовтня 1978 — Третя директива 78/855/ЄЕС — Злиття публічних компаній
17 грудня 1982 — Шоста директива 82/891/ЄЕС — Підрозділи публічних компаній,
13 червня 1983 — Сьома директива 83/349/ЄЕС — Консолідований облік,
10 квітня 1984 — Восьма директива 84/253/ЄЕС — Персональна відповідальність за проведення обов'язкового аудиту облікових документів.
Головною для фінансового обліку європейських країн є Четверта директива, яка містить 12 розділів, 62 статті.
19 липня 2002 було прийнято Правила ЄС № 1606/2002 Європейського Парламенту й Ради від про застосування Міжнародних стандартів бухгалтерського обліку/
Стаття 3 п.2 Правил:
МСФЗ можуть бути прийняті тільки якщо вони:
— не суперечать принципам, викладеним у Четвертій та Шостій Директивах ЄС,
— відповідають критеріям ясності, релевантності, надійності і порівняності, необхідним для фінансової інформації, яка потрібна для прийняття економічних рішень і оцінки управлінської діяльності менеджменту.
Стаття 4 Правил:
Для кожного фінансового року, починаючи з 1 січня 2005 року, компанії, що підпорядковуються законам держави-учасника, повинні готувати їхні консолідовані звіти відповідно до МСБО, прийнятими відповідно до процедури, викладеної в ст.6 [узгодження з Комітетом з регулювання бухгалтерського обліку — Accounting Regulatory Committee], якщо на дату закриття балансу їхні цінні папери допущені для торгівлі на регульованому ринку будь-якої держави-учасника.
Із 1983 до 2000 р. членами IASC були всі професійні організації бухгалтерів, що входять до складу Міжнародної федерації бухгалтерів.
Із 2000 року індивідуальне членство було скасовано.

### Стандарти
До 2000 року IASC видав 41 міжнародний стандарт бухгалтерського обліку (МСБО — IAS International Accounting Standard).
Крім того, IASC видавав тлумачення (Інтерпретації) МСБО — вони затверджувалися Комітетом з інтерпретацій (Standard Interpretation Committee — SIC). З 1999 по 2002 рік було видано 33 SIC.
З 2000 року IASC перейменовано на Раду з МСБО — IASB (International Accounting Standard Board). З 2001 року IASB починає розробку стандартів, які називаються Міжнародні стандарти фінансової звітності (МСФЗ — IFRS International Financial Reporting Standard).
Перший стандарт IFRS 1 було затверджено 19 червня 2003 року. Він набув чинності зі звітності за періоди, починаючи з 2004 року.
Всі чинні на 2000 р. стандарти IAS зберігають свою чинність та поступово замінюються стандартами IFRS.
В широкому розумінні до поняття МСФЗ включаються як власне стандарти з назвою МСФЗ, так і раніше затверджені МСБО.
З 2005 р. замість SIC- інтерпретацій IASB починає видавати інтерпретації IFRIC (International Financial Reporting Interpretation Committee).
Крім того видано окремий стандарт для звітності малого та середнього бізнесу (IFRS for SME).

### Глобалізація
2002 року IASB підписує Меморандум про порозуміння з головним органом стандартизації США — Радою зі стандартів фінансового обліку (Financial Accounting Standard Board — FASB). Мета — конвергенція двох найбільших систем стандартизації, та запровадження системи єдиних глобальних стандартів фінансової звітності.
Наразі триває процес взаємного узгодження та удосконалення систем МСФЗ та US-GAAP, а компанії, що складають звіти за МСФЗ, допущені на американський фондовий ринок.
У 2011 році Комісія з цінних паперів та фондової біржі (Security Exchange Commission — SEC) США має затвердити стратегічне рішення щодо доцільності переходу компаній США на МСФЗ.

### Застосування МСФЗ в Україні
Наближення української системи обліку до МСФЗ розпочалося в 1998 році з прийняттям урядом Програми реформування системи бухобліку із застосуванням МСБО (рішення від 29.10.1998 р. № 1706)
В 1999 році було прийнято Закон «Про бухгалтерський облік та фінансову звітність в Україні», в статті першій якого міститься наступне положення:
«Національне положення (стандарт) бухгалтерського обліку — нормативно-правовий акт, затверджений Міністерством фінансів України, який визначає принципи та методи ведення бухгалтерського обліку та складання фінансової звітності, що не суперечать міжнародним стандартам».
У 2007 році Кабінетом міністрів було затверджено стратегію застосування МСФЗ (розпорядження от 24.10.07 № 911-р). Одним з головних напрямків там було визначено «законодавче регулювання порядку застосування міжнародних стандартів, зокрема з 2010 року обов'язкове складення фінансової звітності та консолідованої фінансової звітності згідно з міжнародними стандартами підприємствами-емітентами, цінні папери яких перебувають у лістингу організаторів торгівлі на фондовому ринку, банками і страховиками, за власним рішенням іншими емітентами цінних паперів і фінансовими установами».
Відповідно до Листа Мінфіну України від 29.12.17 р. № 35210-06-5/37175 "Про застосування міжнародних стандартів фінансової звітності":
Законом України від 05.10.2017 № 2164-VIII "Про внесення змін до Закону України "Про бухгалтерський облік та фінансову звітність в Україні" щодо удосконалення деяких положень" (далі — Закон) внесені зміни до Закону України "Про бухгалтерський облік та фінансову звітність в Україні".
Відповідно до підпункту 2 пункту 10 Закону сферу застосування міжнародних стандартів фінансової звітності (далі — МСФЗ) поширено на великі підприємства (підприємства, які відповідають критеріям, встановленим підпунктом 2 пункту 2 розділу І Закону, та належать до підприємств, що становлять суспільний інтерес відповідно до підпункту 1 пункту 1 розділу І Закону) та підприємства, які здійснюють діяльність з видобутку корисних копалин загальнодержавного значення.
З урахуванням внесених Законом змін до Закону України "Про бухгалтерський облік та фінансову звітність в Україні" МСФЗ для складання фінансової звітності та консолідованої фінансової звітності застосовують:
обов’язково — 
- підприємства, що становлять суспільний інтерес (підприємства — емітенти цінних паперів, цінні папери яких допущені до біржових торгів, банки, страховики, недержавні пенсійні фонди, інші фінансові установи (крім інших фінансових установ та недержавних пенсійних фондів, що належать до мІкропідприємств та малих підприємств) та підприємства, які відповідно до цього Закону належать до великих підприємств),
- публічні акціонерні товариства,
- підприємства, які здійснюють діяльність з видобутку корисних копалин загальнодержавного значення,
- а також підприємства, які провадять господарську діяльність за видами, перелік яких визначається Кабінетом Міністрів України (пункт 2 Порядку подання фінансової звітності, затвердженого постановою Кабінету Міністрів України від 28.02.2000 № 419);

добровільно — інші підприємства (суб’єкти господарювання, крім бюджетних установ), які самостійно визначили доцільність застосування МСФЗ.
Фінансова звітність та консолідована фінансова звітність за 2017 рік складаються підприємствами, які вперше переходять на МСФЗ, згідно з національними положеннями (стандартами) бухгалтерського обліку (далі — П(С)БО).
Особливості складання фінансової звітності та консолідованої фінансової звітності за МСФЗ у перші звітні періоди визначає МСФЗ 1 "Перше застосування Міжнародних стандартів фінансової звітності" (далі — МСФЗ 1).
МСФЗ 1 застосовують всі підприємства, які вперше складають фінансову звітність та консолідовану фінансову звітність за МСФЗ.
МСФЗ 1 не застосовується у разі, якщо підприємство:
а) припиняє подавати фінансову звітність та консолідовану фінансову звітність згідно з П(С)БО, попередньо подавши її за 2017 рік, а також склавши фінансову звітність та консолідовану фінансову звітність за цей самий період за МСФЗ, яка має містити чітке та беззастережне висловлювання про відповідність МСФЗ;
б) подало фінансову звітність та консолідовану фінансову звітність за 2017 рік згідно з національними вимогами і ця фінансова звітність та консолідована фінансова звітність містила чітке та беззастережне висловлювання про відповідність МСФЗ або
в) подавало фінансову звітність та консолідовану фінансову звітність за 2017 рік та попередні роки власникам або Іншим користувачам, яка містила чітке та беззастережне висловлювання про відповідність МСФЗ, навіть якщо аудитори висловили умовно-позитивну думку стосовно такої звітності в своєму аудиторському звіті (висновку).
Датою переходу на МСФЗ для підприємств, які відповідно до вимог Закону вперше застосовуватимуть МСФЗ, є 01.01.2018. Також ці підприємства можуть обрати датою переходу на МСФЗ 01.01.2017.
У разі якщо дата переходу на МСФЗ 01.01.2018:
- складається баланс станом на 01.01.2018 за вимогами П(С)БО;
- для складання попередньої фінансової звітності та попередньої консолідованої фінансової звітності за МСФЗ за 2018 рік і першої фінансової звітності та консолідованої фінансової звітності за МСФЗ за 2019 рік застосовуються МСФЗ, що будуть чинні на 31.12.2019, з урахуванням винятків, визначених у МСФЗ 1;
- у фінансовій звітності за звітні періоди 2018 року не наводиться порівняльна інформація за 2017 рік (крім балансу);
- перша фінансова звітність та консолідована фінансова звітність, складена за МСФЗ, за 2019 рік має містити інформацію в балансі станом на 01.01.2018, 31.12.2018, 31.12.2019, та звіти про фінансові результати, звіти про рух грошових коштів, звіти про зміни у власному капіталі за 2018 і 2019 роки, відповідні примітки, в тому числі порівняльну інформацію.

У разі якщо дата переходу на МСФЗ 01.01.2017:
- у фінансовій звітності в 2018 році наводиться порівняльна інформація за 2017 рік, трансформована відповідно до вимог МСФЗ;
- складається баланс станом на 01.01.2017 за вимогами МСФЗ;
- для складання попередньої фінансової звітності та попередньої консолідованої фінансової звітності за МСФЗ за 2017 рік і першої фінансової звітності та консолідованої фінансової звітності за МСФЗ за 2018 рік застосовуються МСФЗ, чинні на 31.12.2018, з урахуванням винятків, визначених у МСФЗ 1;
- перша фінансова звітність та консолідована фінансова звітність, складена за МСФЗ, за 2018 рік має містити інформацію в балансі станом на 01.01.2017, 31.12.2017, 31.12.2018 та звіти про фінансові результати, звіти про рух грошових коштів, звіти про зміни у власному капіталі за 2017 і 2018 роки, відповідні примітки, в тому числі порівняльну інформацію.

Різниці, які виникають внаслідок застосування вимог МСФЗ до операцій та подій при складанні балансу на дату переходу на МСФЗ, відображаються у складі нерозподіленого прибутку (збитку) або інших складових власного капіталу.
Підприємство розкриває інформацію про вплив переходу на МСФЗ на його фінансовий стан, фінансовий результат (сукупні доходи) і грошові потоки, як того вимагає МСФЗ 1.
Додатково:
Лист-роз'яснення Міністерства фінансів від 27.02.2018р. щодо порядку складання та оприлюднення фінансової звітності відповідно до вимог Закону України «Про бухгалтерський облік та фінансову звітність в Україні»
Аналіз цього листа експертами компанії Deloitte

## Перелік стандартів
У останній редакції (2016 рік):
| Міжнародні стандарти фінансової звітності                                   |                                                                         |
| МСФЗ 1                                                                      | Перше застосування Міжнародних стандартів фінансової звітності          |
| МСФЗ 2                                                                      | Платіж на основі акцій                                                  |
| МСФЗ 3                                                                      | Об’єднання бізнесу                                                      |
| МСФЗ 4                                                                      | Страхові контракти                                                      |
| МСФЗ 5                                                                      | Непоточні активи, утримувані для продажу, та припинена діяльність       |
| МСФЗ 6                                                                      | Розвідка та оцінка запасів корисних копалин                             |
| МСФЗ 7                                                                      | Фінансові інструменти: розкриття інформації                             |
| МСФЗ 8                                                                      | Операційні сегменти                                                     |
| МСФЗ 9                                                                      | Фінансові інструменти                                                   |
| МСФЗ 10                                                                     | Консолідована фінансова звітність                                       |
| МСФЗ 11                                                                     | Спільна діяльність                                                      |
| МСФЗ 12                                                                     | Розкриття інформації про частки участі в інших суб'єктах господарювання |
| МСФЗ 13                                                                     | Оцінка справедливої вартості                                            |
| МСФЗ 14                                                                     | Відстрочені рахунки тарифного регулювання                               |
| МСФЗ 15                                                                     | Дохід від договорів з клієнтами                                         |
| Міжнародний стандарт фінансової звітності для малих та середніх підприємств |                                                                         |
| Міжнародні стандарти бухгалтерського обліку                                 |                                                                         |
| МСБО 1                                                                      | Подання фінансової звітності                                            |
| МСБО 2                                                                      | Запаси                                                                  |

| МСБО 7     | Звіт про рух грошових коштів                                                                       |
| МСБО 8     | Облікові політики, зміни в облікових оцінках та помилки                                            |
| МСБО 10    | Події після звітного періоду                                                                       |
| МСБО 11    | Будівельні контракти                                                                               |
| МСБО 12    | Податки на прибуток                                                                                |
| МСБО 16    | Основні засоби                                                                                     |
| МСБО 17    | Оренда                                                                                             |
| МСБО 18    | Дохід                                                                                              |
| МСБО 19    | Виплати працівникам                                                                                |
| МСБО 20    | Облік державних грантів і розкриття інформації про державну допомогу                               |
| МСБО 21    | Вплив змін валютних курсів                                                                         |
| МСБО 23    | Витрати на позики                                                                                  |
| МСБО 24    | Розкриття інформації про зв’язані сторони                                                          |
| МСБО 26    | Облік та звітність щодо програм пенсійного забезпечення                                            |
| МСБО 27    | Консолідована та окрема фінансова звітність                                                        |
| МСБО 28    | Консолідована та окрема фінансова звітність                                                        |
| МСБО 29    | Фінансова звітність в умовах гіперінфляції                                                         |
| МСБО 32    | Фінансові інструменти: подання                                                                     |
| МСБО 33    | Прибуток на акцію                                                                                  |
| МСБО 34    | Проміжна фінансова звітність                                                                       |
| МСБО 36    | Зменшення корисності активів                                                                       |
| МСБО 37    | Забезпечення, умовні зобов’язання та умовні активи                                                 |
| МСБО 39    | Фінансові інструменти: визнання та оцінка                                                          |
| МСБО 40    | Інвестиційна нерухомість                                                                           |
| МСБО 41    | Сільське господарство                                                                              |
| Тлумачення | |
| КТМФЗ 1    | Зміни в існуючих зобов’язаннях з виведенням з експлуатації, відновленням та подібних зобов’язаннях |

|          | |
| КТМФЗ 2  | Частки учасників кооперативних суб’єктів господарювання та подібні інструменти                                      |
| КТМФЗ 4  | Визначення, чи містить угода оренду                                                                                 |
| КТМФЗ 5  | Права на частки у фондах на виведення з експлуатації, відновлення та екологічну реабілітацію                        |
| КТМФЗ 6  | Зобов’язання, що виникають внаслідок участі у специфічному ринку – відходів електричного та електронного обладнання |
| КТМФЗ 7  | Застосування методу перерахунку згідно з МСБО 29 «Фінансова звітність в умовах гіперінфляції»                       |
| КТМФЗ 10 | Проміжна фінансова звітність і зменшення корисності                                                                 |
| КТМФЗ 12 | Послуги за угодами про концесію                                                                                     |
| КТМФЗ 13 | Програми лояльності клієнта                                                                                         |
| КТМФЗ 14 | МСБО 19: обмеження на активи з визначеною виплатою, мінімальні вимоги до фінансування та їхня взаємодія             |
| КТМФЗ 15 | Угоди про будівництво об’єктів нерухомості                                                                          |
| КТМФЗ 16 | Хеджування чистих інвестицій в закордонну господарську одиницю                                                      |
| КТМФЗ 17 | Виплати негрошових активів власникам                                                                                |
| КТМФЗ 18 | Передачі активів від клієнтів                                                                                       |
| КТМФЗ 19 | Погашення фінансових зобов’язань інструментами власного капіталу                                                    |
| КТМФЗ 20 | Витрати на розкривні роботи на етапі добування в кар’єрі                                                            |
| КТМФЗ 21 | Обов’язкові платежі                                                                                                 |
| ПКТ - 7  | Введення євро |
| ПКТ - 10 | Державна допомога: відсутність конкретного зв’язку з операційною діяльністю                                         |
| ПКТ - 15 | Операційна оренда: заохочення                                                                                       |
| ПКТ - 25 | Податки на прибуток: зміни у податковому статусі суб’єкта господарювання або його акціонерів                        |

| ПКТ - 27 | Оцінка сутності операцій, які мають юридичну форму угоди про оренду |
| ПКТ - 29 | Угоди про концесію послуг: розкриття інформації                     |
| ПКТ - 31 | Дохід: бартерні операції, пов’язані з рекламними послугами          |
| ПКТ - 32 | Нематеріальні активи: витрати на сторінку в Інтернеті               |